# لینگ‌متانگ (بوتان)
لینگ‌متانگ (به لاتین: Lingmethang) یک منطقهٔ مسکونی در بوتان (کشور) است که در Mongar District واقع شده‌است.